# Fonty Flock
Truman Fontell Flock, detto Fonty (Fort Payne, 21 marzo 1920 – 5 luglio 1972), è stato un pilota automobilistico statunitense, specializzato nelle stock car, vincitore di 19 gare di Grand National (quello che oggi è la NASCAR Sprint Cup Series). Vicecampione nella Stagione NASCAR 1951.

## Biografia
Fratello del campione NASCAR 1952 e 1955, Tim Flock e di Bob Flock, anch'egli pilota della serie. Anche la sorella Ethel Mobley ha corso nella serie.
Come molti pionieri della serie NASCAR, alcuni membri della famiglia Flock, tra cui Fonty e Bob, furono arrestati per moonshine, cioè produzione illegale di whisky.